# تدرج ذو أذنين
تدرج ذو أذنين أو ذو الريش الخملي، والاسم العلمي من اليونانية القديمة krossoi «خمل» وptilon «ريش» (الاسم العلمي: Crossoptilon)، جنس طيور من فصيلة التدرجية. وصفت من قبل بريان هوتون هودجسون في عام 1838، ويحتوي الجنس على أربعة أنواع
| الصورة | الاسم العلمي              | الاسم الشائع       | التوزيع                                    |
| ------ | ------------------------- | ------------------ | ------------------------------------------ |
|        | Crossoptilon crossoptilon | تدرج ذو أذنين أبيض | الصين، تشينغهاي وسيتشوان ويوننان والتبت    |
|        | Crossoptilon harmani      | تدرج ذو أذنين تبتي | جنوب شرق التبت وعلى تخوم شمال الهند        |
|        | Crossoptilon mantchuricum | تدرج ذو أذنين بني  | شمال شرق الصين (شانشي والمقاطعات المجاورة) |
|        | Crossoptilon auritum      | تدرج ذو أذنين أزرق | وسط الصين                                  |